# گوچوو
گوچوو (به صربی: Gučevo) یک کوه در صربستان است که در لوزنیسا واقع شده‌است. گوچوو ۷۷۹ متر بالاتر از سطح دریا واقع شده‌است.